# Zaglyptogastra caractica
Zaglyptogastra caractica är en stekelart som först beskrevs av Charles Thomas Brues 1926.  Zaglyptogastra caractica ingår i släktet Zaglyptogastra och familjen bracksteklar. Inga underarter finns listade i Catalogue of Life.